# Polska na Halowych Mistrzostwach Europy w Lekkoatletyce 1975
Polska na Halowych Mistrzostwach Europy w Lekkoatletyce 1975 – reprezentacja Polski podczas zawodów w Katowicach zdobyła dziesięć medali w tym dwa złote.

## Wyniki reprezentantów Polski

### Mężczyźni
- bieg na 60 m
  - Zenon Licznerski zajął 3. miejsce
  - Marian Woronin zajął 5. miejsce
  - Jan Alończyk odpadł w półfinale
- bieg na 400 m
  - Józef Laskowski zajął 4. miejsce
- bieg na 800 m
  - Marian Gęsicki zajął 5. miejsce
  - Waldemar Gondek odpadł w eliminacjach
  - Krzysztof Linkowski odpadł w eliminacjach
- bieg na 1500 m
  - Michał Skowronek zajął 5. miejsce
  - Henryk Szordykowski zajął 6. miejsce
  - Lesław Zając odpadł w eliminacjach
- bieg na 3000 m
  - Kazimierz Maranda zajął 9. miejsce
- bieg na 60 m przez płotki
  - Leszek Wodzyński zajął 1. miejsce
  - Mirosław Wodzyński zajął 5. miejsce
  - Jan Pusty odpadł w półfinale
- sztafeta 4 x 2 okrążenia
  - Wiesław Puchalski, Roman Siedlecki, Jerzy Włodarczyk i Wojciech Romanowski zajęli 2. miejsce
- skok wzwyż
  - Jacek Wszoła zajął 11. miejsce
- skok o tyczce
  - Wojciech Buciarski zajął 2. miejsce
  - Władysław Kozakiewicz zajął 3. miejsce
  - Bogdan Markowski zajął 4. miejsce
- skok w dal
  - Zbigniew Beta zajął 3. miejsce
- trójskok
  - Michał Joachimowski zajął 2. miejsce
  - Eugeniusz Biskupski zajął 6. miejsce
  - Wojciech Spychalski zajął 10. miejsce

### Kobiety
- bieg na 60 m
  - Irena Szewińska zajęła 3. miejsce
  - Helena Fliśnik odpadła w półfinale
  - Maria Długosielska odpadła w eliminacjach
- bieg na 400 m
  - Danuta Piecyk odpadła w eliminacjach
- bieg na 800 m
  - Elżbieta Katolik zajęła 4. miejsce
  - Barbara Waśniewska odpadła w eliminacjach
- bieg na 1500 m
  - Urszula Prasek odpadła w eliminacjach
- bieg na 60 m przez płotki
  - Grażyna Rabsztyn zajęła 1. miejsce
  - Teresa Nowak odpadła w eliminacjach
  - Teresa Kleiber odpadła w eliminacjach
- sztafeta 4 x 2 okrążenia
  - Zofia Zwolińska, Genowefa Nowaczyk, Krystyna Kacperczyk i Danuta Piecyk zajęły 3. miejsce
- skok wzwyż
  - Anna Bubała zajęła 7. miejsce
- skok w dal
  - Maria Długosielska zajęła 11. miejsce